# Jan Sokol
Jan Sokol (Viena, 26 de setembre de 1990) és un ciclista austríac, professional des del 2010. Actualment corre a l'equip WSA-Greenlife.

## Palmarès
- 2013
  - Vencedor d'una etapa a l'An Post Rás